# Lista foștilor membri ai Camerei Reprezentanților Statelor Unite ale Americii: A
Această este o listă a foștilor membri ai Camerei Reprezentanților Statelor Unite ale Americii al căror nume de familie începe cu litera A.
| Reprezentant               | Ani                             | Stat           | Partid                  |
| -------------------------- | ------------------------------- | -------------- | ----------------------- |
| Fred George Aandahl        | 1951-1953                       | North Dakota   | Republican              |
| Watkins Moorman Abbitt     | 1948-1973                       | Virginia       | Democrat                |
| Amos Abbott                | 1843-1849                       | Massachusetts  | Whig                    |
| Jo Abbott                  | 1887-1897                       | Texas          | Democrat                |
| Joel Abbott                | 1817-1825                       | Georgia        | Democrat-Republican     |
| Josiah Gardner Abbott      | 1876-1877                       | Massachusetts  | Democrat                |
| Nehemiah Abbott            | 1857-1859                       | Maine          | Republican              |
| James Abdnor               | 1973-1981                       | South Dakota   | Republican              |
| Pete Abele                 | 1963-1965                       | Ohio           | Republican              |
| James Abercrombie          | 1851-1855                       | Alabama        | Whig                    |
| John Abercrombie           | 1913-1917                       | Alabama        | Democrat                |
| Charles L. Abernethy       | 1922-1935                       | North Carolina | Democrat                |
| Thomas Abernethy           | 1943-1973                       | Mississippi    | Democrat                |
| James Abourezk             | 1971-1973                       | South Dakota   | Democrat                |
| Bella Abzug                | 1971-1977                       | New York       | Democrat                |
| Anibal Acevedo Vila        | 2001-2005                       | Puerto Rico    | Democrat                |
| Ernest F. Acheson          | 1895-1909                       | Pennsylvania   | Republican              |
| Ephraim L. Acker           | 1871-1873                       | Pennsylvania   | Democrat                |
| Ernest R. Ackerman         | 1919-1931                       | New Jersey     | Republican              |
| Joseph H. Acklen           | 1878-1881                       | Louisiana      | Democrat                |
| E. Ross Adair              | 1951-1971                       | Indiana        | Republican              |
| J. Leroy Adair             | 1933-1937                       | Illinois       | Democrat                |
| John Adair                 | 1831-1833                       | Kentucky       | Democrat                |
| John A. M. Adair           | 1907-1917                       | Indiana        | Democrat                |
| Benjamin Adams             | 1816-1821                       | Massachusetts  | Federalist              |
| Brock Adams                | 1965-1977                       | Washington     | Democrat                |
| Charles H. Adams           | 1875-1877                       | New York       | Republican              |
| Charles Francis Adams, Sr. | 1859-1861                       | Massachusetts  | Republican              |
| George E. Adams            | 1883-1891                       | Illinois       | Republican              |
| George M. Adams            | 1867-1875                       | Kentucky       | Democrat                |
| Green Adams                | 1847-1849                       | Kentucky       | Whig                    |
| Green Adams                | 1859-1861                       | Kentucky       | Opoziționist            |
| Henry Cullen Adams         | 1903-1906                       | Wisconsin      | Republican              |
| John Adams                 | 1815                            | New York       | Democrat-Republican     |
| John Adams                 | 1833-1835                       | New York       | Democrat                |
| John J. Adams              | 1883-1887                       | New York       | Democrat                |
| John Quincy Adams          | 1831-1834                       | Massachusetts  | Național Republican     |
| John Quincy Adams          | 1834-1848                       | Massachusetts  | Whig                    |
| Parmenio Adams             | 1824-1825                       | New York       | Democrat-Republican     |
| Parmenio Adams             | 1825-1827                       | New York       | Național Republican     |
| Robert Adams, Jr.          | 1893-1906                       | Pennsylvania   | Republican              |
| Sherman Adams              | 1945-1947                       | New Hampshire  | Republican              |
| Silas Adams                | 1893-1895                       | Kentucky       | Republican              |
| Stephen Adams              | 1845-1847                       | Mississippi    | Democrat                |
| Wilbur L. Adams            | 1933-1935                       | Delaware       | Democrat                |
| William C. Adamson         | 1897-1917                       | Georgia        | Democrat                |
| Joseph Patrick Addabbo     | 1961-1986                       | New York       | Democrat                |
| William Addams             | 1825-1829                       | Pennsylvania   | Democrat                |
| Hugh Joseph Addonizio      | 1949-1962                       | New Jersey     | Democrat                |
| Asa Adgate                 | 1815-1817                       | New York       | Democrat-Republican     |
| Charles Adkins             | 1925-1933                       | Illinois       | Republican              |
| Garnett Adrain             | 1857-1859                       | New Jersey     | Democrat                |
| Garnett Adrain             | 1859-1861                       | New Jersey     | Anti-Lecompton Democrat |
| John A. Ahl                | 1857-1859                       | Pennsylvania   | Democrat                |
| D. Wyatt Aiken             | 1877-1887                       | South Carolina | Democrat                |
| William Aiken              | 1851-1857                       | South Carolina | Democrat                |
| Wyatt Aiken                | 1903-1917                       | South Carolina | Democrat                |
| William D.B. Ainey         | 1911-1915                       | Pennsylvania   | Republican              |
| Lucien L. Ainsworth        | 1875-1877                       | Iowa           | Democrat                |
| David D. Aitken            | 1893-1897                       | Michigan       | Republican              |
| Daniel Akaka               | 1977-1990                       | Hawaii         | Democrat                |
| Thomas Peter Akers         | 1856-1857                       | Missouri       | American                |
| Theron Akin                | 1911-1913                       | New York       | Progresist Republican   |
| Walter H. Albaugh          | 1938-1939                       | Ohio           | Republican              |
| Carl Albert                | 1947-1977                       | Oklahoma       | Democrat                |
| William Albert             | 1873-1875                       | Maryland       | Republican              |
| Nathaniel Albertson        | 1849-1851                       | Indiana        | Democrat                |
| Donald J. Albosta          | 1979-1985                       | Michigan       | Democrat                |
| Charles Albright           | 1873-1875                       | Pennsylvania   | Republican              |
| Charles J. Albright        | 1855-1857                       | Ohio           | Opoziționist            |
| John D. Alderson           | 1889-1895                       | West Virginia  | Democrat                |
| Cyrus Aldrich              | 1859-1863                       | Minnesota      | Republican              |
| J. Frank Aldrich           | 1893-1897                       | Illinois       | Republican              |
| Nelson W. Aldrich          | 1879-1881                       | Rhode Island   | Republican              |
| Richard S. Aldrich         | 1923-1933                       | Rhode Island   | Republican              |
| Truman H. Aldrich          | 1896-1897                       | Alabama        | Republican              |
| William Aldrich            | 1877-1883                       | Illinois       | Republican              |
| William F. Aldrich         | 1896-1897, 1898-1899, 1900-1901 | Alabama        | Republican              |
| Arthur W. Aleshire         | 1937-1939                       | Ohio           | Democrat                |
| Adam Rankin Alexander      | 1823-1825                       | Tennessee      | Democrat-Republican     |
| Adam Rankin Alexander      | 1825-1827                       | Tennessee      | Democrat                |
| Armstead M. Alexander      | 1883-1885                       | Missouri       | Democrat                |
| Bill Alexander             | 1969-1993                       | Arkansas       | Democrat                |
| De Alva S. Alexander       | 1897-1911                       | New York       | Republican              |
| Evan S. Alexander          | 1806-1809                       | North Carolina | Democrat-Republican     |
| Henry P. Alexander         | 1849-1851                       | New York       | Whig                    |
| Hugh Quincy Alexander      | 1953-1963                       | North Carolina | Democrat                |
| James Alexander, Jr.       | 1837-1839                       | Ohio           | Whig                    |
| John Alexander             | 1813-1817                       | Ohio           | Democrat-Republican     |
| John G. Alexander          | 1939-1941                       | Minnesota      | Republican              |
| Joshua W. Alexander        | 1907-1919                       | Missouri       | Democrat                |
| Mark Alexander             | 1819-1825                       | Virginia       | Democrat-Republican     |
| Mark Alexander             | 1825-1833                       | Virginia       | Democrat                |
| Nathaniel Alexander        | 1803-1805                       | North Carolina | Democrat-Republican     |
| Sydenham B. Alexander      | 1891-1895                       | North Carolina | Democrat                |
| Dale Alford                | 1959-1961                       | Arkansas       | Independent Democrat    |
| Dale Alford                | 1961-1963                       | Arkansas       | Democrat                |
| Julius Caesar Alford       | 1837                            | Georgia        | Național Republican     |
| Julius Caesar Alford       | 1839-1841                       | Georgia        | Whig                    |
| Bruce Alger                | 1955-1965                       | Texas          | Republican              |
| Chilton Allan              | 1831-1835                       | Kentucky       | Național Republican     |
| Chilton Allan              | 1835-1837                       | Kentucky       | Whig                    |
| Wayne Allard               | 1991-1997                       | Colorado       | Republican              |
| A. Leonard Allen           | 1937-1953                       | Louisiana      | Democrat                |
| Alfred G. Allen            | 1911-1917                       | Ohio           | Democrat                |
| Amos L. Allen              | 1899-1911                       | Maine          | Republican              |
| Charles Allen              | 1849-1853                       | Massachusetts  | Free Soiler             |
| Charles Herbert Allen      | 1885-1889                       | Massachusetts  | Republican              |
| Clarence E. Allen          | 1896-1897                       | Utah           | Republican              |
| Clifford Allen             | 1975-1978                       | Tennessee      | Democrat                |
| Edward P. Allen            | 1887-1891                       | Michigan       | Republican              |
| Elisha Hunt Allen          | 1841-1843                       | Maine          | Whig                    |
| George Allen               | 1991-1993                       | Virginia       | Republican              |
| Heman Allen                | 1817-1818                       | Vermont        | Democrat-Republican     |
| Heman Allen                | 1831-1837                       | Vermont        | Național Republican     |
| Heman Allen                | 1837-1839                       | Vermont        | Whig                    |
| Henry C. Allen             | 1905-1907                       | New Jersey     | Republican              |
| Henry Dixon Allen          | 1899-1903                       | Kentucky       | Democrat                |
| James C. Allen             | 1853-1856, 1856-1857, 1863-1865 | Illinois       | Democrat                |
| John Allen                 | 1797-1799                       | Connecticut    | Federalist              |
| John Clayton Allen         | 1925-1933                       | Illinois       | Republican              |
| John J. Allen              | 1833-1835                       | Virginia       | Național Republican     |
| John J. Allen, Jr.         | 1947-1959                       | California     | Republican              |
| John Mills Allen           | 1885-1901                       | Mississippi    | Democrat                |
| John W. Allen              | 1837-1841                       | Ohio           | Whig                    |
| Joseph Allen               | 1810-1811                       | Massachusetts  | Federalist              |
| Judson Allen               | 1839-1841                       | New York       | Democrat                |
| Leo E. Allen               | 1933-1961                       | Illinois       | Republican              |
| Nathaniel Allen            | 1819-1821                       | New York       | Democrat-Republican     |
| Robert Allen               | 1819-1825                       | Tennessee      | Democrat-Republican     |
| Robert Allen               | 1825-1827                       | Tennessee      | Democrat                |
| Robert Allen               | 1827-1833                       | Virginia       | Democrat                |
| Robert E. Lee Allen        | 1923-1925                       | West Virginia  | Democrat                |
| Robert G. Allen            | 1937-1941                       | Pennsylvania   | Democrat                |
| Samuel Clesson Allen       | 1817-1825                       | Massachusetts  | Federalist              |
| Samuel Clesson Allen       | 1825-1829                       | Massachusetts  | Național Republican     |
| Thomas Allen               | 1881-1882                       | Missouri       | Democrat                |
| William Allen              | 1833-1835                       | Ohio           | Democrat                |
| William Allen              | 1859-1863                       | Ohio           | Democrat                |
| William F. Allen           | 1937-1939                       | Delaware       | Democrat                |
| William J. Allen           | 1862-1865                       | Illinois       | Democrat                |
| Willis Allen               | 1851-1855                       | Illinois       | Democrat                |
| John B. Alley              | 1859-1867                       | Massachusetts  | Republican              |
| Miles C. Allgood           | 1923-1935                       | Alabama        | Democrat                |
| James Allison, Jr.         | 1823-1825                       | Pennsylvania   | Democrat-Republican     |
| John Allison               | 1851-1853                       | Pennsylvania   | Whig                    |
| John Allison               | 1855-1857                       | Pennsylvania   | Opoziționist            |
| Robert Allison             | 1831-1833                       | Pennsylvania   | Anti-Masonic            |
| William B. Allison         | 1863-1871                       | Iowa           | Republican              |
| Edward B. Almon            | 1915-1933                       | Alabama        | Democrat                |
| J. Lindsay Almond, Jr.     | 1946-1948                       | Virginia       | Democrat                |
| Lemuel J. Alston           | 1807-1811                       | South Carolina | Democrat-Republican     |
| William J. Alston          | 1849-1851                       | Alabama        | Whig                    |
| Willis Alston              | 1799-1815                       | North Carolina | Democrat-Republican     |
| Willis Alston              | 1825-1831                       | North Carolina | Democrat                |
| James C. Alvord            | 1839                            | Massachusetts  | Whig                    |
| Jacob A. Ambler            | 1869-1873                       | Ohio           | Republican              |
| Jerome Ambro               | 1975-1981                       | New York       | Democrat                |
| Lemuel Amerman             | 1891-1893                       | Pennsylvania   | Democrat                |
| Butler Ames                | 1903-1913                       | Massachusetts  | Republican              |
| Fisher Ames                | 1789-1795                       | Massachusetts  | Pro-Administrație       |
| Fisher Ames                | 1795-1797                       | Massachusetts  | Federalist              |
| Oakes Ames                 | 1863-1873                       | Massachusetts  | Republican              |
| Thomas Ryum Amlie          | 1931-1933                       | Wisconsin      | Republican              |
| Thomas Ryum Amlie          | 1935-1939                       | Wisconsin      | Progresist              |
| Joseph S. Ammerman         | 1977-1979                       | Pennsylvania   | Democrat                |
| Sydenham E. Ancona         | 1861-1867                       | Pennsylvania   | Democrat                |
| H. Carl Andersen           | 1939-1963                       | Minnesota      | Republican              |
| Albert R. Anderson         | 1887-1889                       | Iowa           | Independent Republican  |
| Carl C. Anderson           | 1909-1912                       | Ohio           | Democrat                |
| Chapman L. Anderson        | 1887-1891                       | Mississippi    | Democrat                |
| Charles Arthur Anderson    | 1937-1941                       | Missouri       | Democrat                |
| Charles Marley Anderson    | 1885-1887                       | Ohio           | Democrat                |
| Clinton P. Anderson        | 1941-1945                       | New Mexico     | Democrat                |
| George A. Anderson         | 1887-1889                       | Illinois       | Democrat                |
| George W. Anderson         | 1865-1869                       | Missouri       | Republican              |
| Glenn M. Anderson          | 1969-1993                       | California     | Democrat                |
| Hugh J. Anderson           | 1837-1841                       | Maine          | Democrat                |
| Isaac Anderson             | 1803-1807                       | Pennsylvania   | Democrat-Republican     |
| Jack Z. Anderson           | 1939-1953                       | California     | Republican              |
| John Anderson              | 1825-1833                       | Maine          | Democrat                |
| John A. Anderson           | 1879-1887                       | Kansas         | Republican              |
| John A. Anderson           | 1887-1889                       | Kansas         | Independent Republican  |
| John A. Anderson           | 1889-1891                       | Kansas         | Republican              |
| John B. Anderson           | 1961-1981                       | Illinois       | Republican              |
| Joseph H. Anderson         | 1843-1847                       | New York       | Democrat                |
| Josiah M. Anderson         | 1849-1851                       | Tennessee      | Whig                    |
| LeRoy H. Anderson          | 1957-1961                       | Montana        | Democrat                |
| Lucien Anderson            | 1863-1865                       | Kentucky       | Unionist Necondițional  |
| Richard C. Anderson, Jr.   | 1817-1821                       | Kentucky       | Democrat-Republican     |
| Samuel Anderson            | 1827-1829                       | Pennsylvania   | Național Republican     |
| Simeon H. Anderson         | 1839-1840                       | Kentucky       | Whig                    |
| Sydney Anderson            | 1911-1925                       | Minnesota      | Republican              |
| Thomas Lilibourne Anderson | 1857-1859                       | Missouri       | American                |
| Thomas Lilibourne Anderson | 1859-1861                       | Missouri       | Independent Democrat    |
| William Anderson           | 1809-1815, 1817-1819            | Pennsylvania   | Democrat-Republican     |
| William B. Anderson        | 1875-1877                       | Illinois       | Independent             |
| William Clayton Anderson   | 1859-1861                       | Kentucky       | Opoziționist            |
| William Coleman Anderson   | 1895-1897                       | Tennessee      | Republican              |
| William R. Anderson        | 1965-1973                       | Tennessee      | Democrat                |
| August H. Andresen         | 1925-1933, 1935-1958            | Minnesota      | Republican              |
| Abram Andrew               | 1921-1936                       | Massachusetts  | Republican              |
| John F. Andrew             | 1889-1893                       | Massachusetts  | Democrat                |
| Arthur Andrews             | 1965-1967                       | Alabama        | Republican              |
| Charles Andrews            | 1851-1852                       | Maine          | Democrat                |
| Elizabeth B. Andrews       | 1972-1973                       | Alabama        | Democrat                |
| George R. Andrews          | 1849-1851                       | New York       | Whig                    |
| George W. Andrews          | 1944-1971                       | Alabama        | Democrat                |
| Ike Franklin Andrews       | 1973-1985                       | North Carolina | Democrat                |
| John T. Andrews            | 1837-1839                       | New York       | Democrat                |
| Landaff W. Andrews         | 1839-1843                       | Kentucky       | Whig                    |
| Mark Andrews               | 1963-1981                       | North Dakota   | Republican              |
| Michael A. Andrews         | 1983-1995                       | Texas          | Democrat                |
| Samuel G. Andrews          | 1857-1859                       | New York       | Republican              |
| Sherlock J. Andrews        | 1841-1843                       | Ohio           | Whig                    |
| Thomas H. Andrews          | 1991-1995                       | Maine          | Democrat                |
| Walter G. Andrews          | 1931-1949                       | New York       | Republican              |
| William E. Andrews         | 1895-1897, 1919-1923            | Nebraska       | Republican              |
| William Noble Andrews      | 1919-1921                       | Maryland       | Republican              |
| John E. Andrus             | 1905-1913                       | New York       | Republican              |
| Victor L. Anfuso           | 1951-1953, 1955-1963            | New York       | Democrat                |
| William G. Angel           | 1825-1827                       | New York       | Național Republican     |
| William G. Angel           | 1829-1833                       | New York       | Democrat                |
| Homer D. Angell            | 1939-1955                       | Oregon         | Republican              |
| Frank Annunzio             | 1965-1993                       | Illinois       | Democrat                |
| Timothy T. Ansberry        | 1907-1915                       | Ohio           | Democrat                |
| Martin C. Ansorge          | 1921-1923                       | New York       | Republican              |
| Beryl Anthony, Jr.         | 1979-1993                       | Arkansas       | Democrat                |
| Daniel R. Anthony, Jr.     | 1907-1929                       | Kansas         | Republican              |
| Joseph Biles Anthony       | 1833-1837                       | Pennsylvania   | Democrat                |
| Edwin Le Roy Antony        | 1892-1893                       | Texas          | Democrat                |
| Henry H. Aplin             | 1901-1903                       | Michigan       | Republican              |
| Stewart H. Appleby         | 1925-1927                       | New Jersey     | Republican              |
| T. Frank Appleby           | 1921-1923                       | New Jersey     | Republican              |
| Douglas Applegate          | 1977-1995                       | Ohio           | Democrat                |
| John Appleton              | 1851-1853                       | Maine          | Democrat                |
| Nathan Appleton            | 1831-1833                       | Massachusetts  | Național Republican     |
| Nathan Appleton            | 1842                            | Massachusetts  | Whig                    |
| William Appleton           | 1851-1855                       | Massachusetts  | Whig                    |
| William Appleton           | 1861                            | Massachusetts  | Constitutional Unionist |
| Lewis D. Apsley            | 1893-1897                       | Massachusetts  | Republican              |
| Bill Archer                | 1971-2001                       | Texas          | Republican              |
| John Archer                | 1801-1807                       | Maryland       | Democrat-Republican     |
| Stevenson Archer           | 1811-1817, 1819-1821            | Maryland       | Democrat-Republican     |
| Stevenson Archer           | 1867-1875                       | Maryland       | Democrat                |
| William S. Archer          | 1820-1825                       | Virginia       | Democrat-Republican     |
| William S. Archer          | 1825-1835                       | Virginia       | Democrat                |
| Leslie C. Arends           | 1935-1974                       | Illinois       | Republican              |
| Henry M. Arens             | 1933-1935                       | Minnesota      | Țărănist-Muncitoresc    |
| Samuel S. Arentz           | 1921-1923, 1925-1933            | Nevada         | Republican              |
| Dick Armey                 | 1985-2003                       | Texas          | Republican              |
| Robert F. Armfield         | 1879-1883                       | North Carolina | Democrat                |
| James Armstrong            | 1793-1795                       | Pennsylvania   | Pro-Administrație       |
| Orland K. Armstrong        | 1951-1953                       | Missouri       | Republican              |
| William Armstrong          | 1825-1833                       | Virginia       | Național Republican     |
| William Hepburn Armstrong  | 1869-1871                       | Pennsylvania   | Republican              |
| William L. Armstrong       | 1973-1979                       | Colorado       | Republican              |
| Samuel M. Arnell           | 1866-1867                       | Tennessee      | Unionist                |
| Samuel M. Arnell           | 1867-1871                       | Tennessee      | Republican              |
| Benedict Arnold            | 1829-1831                       | New York       | Național Republican     |
| Isaac N. Arnold            | 1861-1865                       | Illinois       | Republican              |
| Laurence F. Arnold         | 1937-1943                       | Illinois       | Democrat                |
| Lemuel H. Arnold           | 1845-1847                       | Rhode Island   | Whig                    |
| Marshall Arnold            | 1891-1895                       | Missouri       | Democrat                |
| Samuel Arnold              | 1857-1859                       | Connecticut    | Democrat                |
| Thomas D. Arnold           | 1831-1833                       | Tennessee      | Național Republican     |
| Thomas D. Arnold           | 1841-1843                       | Tennessee      | Whig                    |
| Warren O. Arnold           | 1887-1891, 1895-1897            | Rhode Island   | Republican              |
| Wat Arnold                 | 1943-1949                       | Missouri       | Republican              |
| William C. Arnold          | 1895-1899                       | Pennsylvania   | Republican              |
| William W. Arnold          | 1923-1935                       | Illinois       | Democrat                |
| John Arnot, Jr.            | 1883-1886                       | New York       | Democrat                |
| Archibald H. Arrington     | 1841-1845                       | North Carolina | Democrat                |
| William E. Arthur          | 1871-1875                       | Kentucky       | Democrat                |
| Michael W. Ash             | 1835-1837                       | Pennsylvania   | Democrat                |
| Jean Spencer Ashbrook      | 1982-1983                       | Ohio           | Republican              |
| John M. Ashbrook           | 1961-1982                       | Ohio           | Republican              |
| William A. Ashbrook        | 1907-1921, 1935-1940            | Ohio           | Democrat                |
| John B. Ashe               | 1790-1793                       | North Carolina | Anti-Administrație      |
| John B. Ashe               | 1843-1845                       | Tennessee      | Whig                    |
| Thomas S. Ashe             | 1873-1877                       | North Carolina | Democrat                |
| William S. Ashe            | 1849-1855                       | North Carolina | Democrat                |
| Delos R. Ashley            | 1865-1869                       | Nevada         | Republican              |
| Henry Ashley               | 1825-1827                       | New York       | Democrat                |
| James M. Ashley            | 1859-1869                       | Ohio           | Republican              |
| Thomas W. L. Ashley        | 1955-1981                       | Ohio           | Democrat                |
| William Henry Ashley       | 1831-1837                       | Missouri       | Democrat                |
| John D. Ashmore            | 1859-1860                       | South Carolina | Democrat                |
| Robert T. Ashmore          | 1953-1969                       | South Carolina | Democrat                |
| George Ashmun              | 1845-1851                       | Massachusetts  | Whig                    |
| Joel F. Asper              | 1869-1871                       | Missouri       | Republican              |
| Les Aspin                  | 1971-1993                       | Wisconsin      | Democrat                |
| Wayne N. Aspinall          | 1949-1973                       | Colorado       | Democrat                |
| James Benjamin Aswell      | 1913-1931                       | Louisiana      | Democrat                |
| Charles G. Atherton        | 1837-1843                       | New Hampshire  | Democrat                |
| Charles H. Atherton        | 1815-1817                       | New Hampshire  | Federalist              |
| Gibson Atherton            | 1879-1883                       | Ohio           | Democrat                |
| William O. Atkeson         | 1921-1923                       | Missouri       | Republican              |
| Chester G. Atkins          | 1985-1993                       | Massachusetts  | Democrat                |
| John D. C. Atkins          | 1857-1859, 1873-1883            | Tennessee      | Democrat                |
| Archibald Atkinson         | 1843-1849                       | Virginia       | Democrat                |
| Eugene Atkinson            | 1979-1981                       | Pennsylvania   | Democrat                |
| Eugene Atkinson            | 1981-1983                       | Pennsylvania   | Republican              |
| George W. Atkinson         | 1890-1891                       | West Virginia  | Republican              |
| Louis E. Atkinson          | 1883-1893                       | Pennsylvania   | Republican              |
| Richard M. Atkinson        | 1937-1939                       | Tennessee      | Democrat                |
| John W. Atwater            | 1899-1901                       | North Carolina | Independent Populist    |
| David Atwood               | 1870-1871                       | Wisconsin      | Republican              |
| Harrison H. Atwood         | 1895-1897                       | Massachusetts  | Republican              |
| James C. Auchincloss       | 1943-1965                       | New Jersey     | Republican              |
| Les AuCoin                 | 1975-1993                       | Oregon         | Democrat                |
| Oscar L. Auf der Heide     | 1925-1935                       | New Jersey     | Democrat                |
| Albert E. Austin           | 1939-1941                       | Connecticut    | Republican              |
| Archibald Austin           | 1817-1819                       | Virginia       | Democrat-Republican     |
| Richard W. Austin          | 1909-1919                       | Tennessee      | Republican              |
| Thomas H. Averett          | 1849-1853                       | Virginia       | Democrat                |
| John T. Averill            | 1871-1875                       | Minnesota      | Republican              |
| Daniel Avery               | 1811-1815, 1816-1817            | New York       | Democrat-Republican     |
| John Avery                 | 1893-1897                       | Michigan       | Republican              |
| William H. Avery           | 1955-1964                       | Kansas         | Republican              |
| William T. Avery           | 1857-1861                       | Tennessee      | Democrat                |
| Samuel B. Avis             | 1913-1915                       | West Virginia  | Republican              |
| Samuel Beach Axtell        | 1867-1871                       | California     | Democrat                |
| John B. Aycrigg            | 1837-1839, 1841-1843            | New Jersey     | Whig                    |
| Richard S. Ayer            | 1870-1871                       | Virginia       | Republican              |
| Roy E. Ayers               | 1933-1937                       | Montana        | Democrat                |
| Steven B. Ayres            | 1911-1913                       | New York       | Independent Democrat    |
| William A. Ayres           | 1915-1921, 1923-1934            | Kansas         | Democrat                |
| William H. Ayres           | 1951-1971                       | Ohio           | Republican              |